# Pânfilo de Carvalho
Pânfilo Dutra Freire de Carvalho (Salvador, 24 de setembro de 1888 — Rio de Janeiro, 19 de dezembro de 1951) foi um advogado, político e empresário brasileiro.

## Biografia
Filho do ex-presidente da província de Alagoas, deputado e ministro do Supremo Tribunal Federal Anfilófio Botelho Freire de Carvalho e de Jovina Dutra Freire de Carvalho, formou-se em Ciências Jurídicas e Sociais pela Faculdade de Direito da Bahia no ano de 1906.
Ingressando na política, elege-se deputado estadual pelo Partido Republicano Democrático entre 1911 a 1920, nos seis últimos anos ocupando a presidência da Assembleia; durante os episódios da crise política de 1915, em que houve duplicação da Assembleia estadual, esteve no centro dos acontecimentos, como partidário de José Joaquim Seabra.
Em 1921 elegeu-se deputado federal cargo que exerceu até 1923; neste último ano se afasta da política em razão do declínio da corrente seabrista, dedicando-se à inciativa privada; em 1932 capitaneou o grupo de empresários e intelectuais que fundaram a sucursal baiana do Rotary Club, do qual foi o primeiro presidente.
Como empresário instituiu em 1944 um prêmio com seu nome, destinado a financiar alunos pobres do curso de Direito da sua faculdade; no ano seguinte, em comemoração ao quarto centenário da capital baiana, instituiu prêmio nacional para o melhor livro com temática sobre a Bahia, que foi vencido por Tales de Azevedo.
Foi casado com Maria Emília Pedreira, com quem teve dois filhos.
Dentre suas várias atividades empresariais presidiu o Banco Econômico e o Banco de Crédito Agrícola e Hipotecário da Bahia, além de colaborar com várias entidades filantrópicas.